# Lophodermium durilabrum
Lophodermium durilabrum är en svampart som beskrevs av Darker 1932. Lophodermium durilabrum ingår i släktet Lophodermium och familjen Rhytismataceae.   Inga underarter finns listade i Catalogue of Life.